# 本の運命
本の運命は、井上ひさしの読書エッセイであり、「本の話」（文藝春秋刊）の1996年の６月号から、９月号までに連載された物をまとめた作品である。1997年に文藝春秋より刊行されており、2000年には、文春文庫にも収録されている。解説は、出久根達郎が書いている。森見登美彦は、この作品について、「読むたびにムクムクと読書欲が出てきて楽しくなる」、「『本の運命』を読むと、もう本が読みたくてたまらなくなる」などと述べている。

## 内容
第一章「生い立ち、そして父母について」の巻では、井上ひさしの出身地である、山形県や、文学青年であった父や、型破りな母、戦争、屋根裏で見つけた雑誌、幼少期に読んだ本、吉川英治などのことについて書いている。
第二章「戦争は終わったけれど―」の巻では、戦後、宮沢賢治、蔵書数の少ない図書館、野球に夢中になること、故郷を離れたときなどが書かれている。
第三章「井上流本の読み方十箇条」の巻では、井上ひさしの読書法について書かれており、書き込み法、本を速く読む方法（速読とはちがうと述べている。）、読書の必需品、床が抜けたこと、戯曲の読み方などについて書かれている。
第四章「無謀な二つの誓い」の巻では、「仙台に来る映画をすべて見てやろう」（『虹を摑む男』、『天井桟敷の人々』、『第三の男』、『熱砂の秘密』、『トンカツ大将』等を見ている。）と思ったこと、図書館にある本をすべて読んでやろうと思ったこと、『デイヴィッド・コパフィールド』を読んで小説家になろうと決心した事、夏目漱石、森鷗外、志賀直哉、芥川龍之介などを読んだこと、

## 井上流本の読み方十箇条
- その一、オッと思ったら赤鉛筆
- その二、索引は自分で作る
- その三、本は、手が記憶する
- その四、本はゆっくり読むと、速く読める
- その五、目次を睨むべし
- その六、大事な事典はバラバラにしよう
- その七、栞は一本とは限らない
- その八、個人全集をまとめ読み
- その九、ツンドクにも効用がある
- その十、戯曲は配役をして読む